# Americans for Tax Reform
Pour les articles homonymes, voir ATR.
Americans for Tax Reform (ATR), fondée en 1985 par le conservateur Grover Norquist, est un groupe de défense d'intérêts et groupe de contribuables américain. Tous les ans, ils émettent un classement des États en fonction de leur taxes et des droits de propriétés, le Property Rights Index.
L'organisation défend également des positons climatosceptiques et exerce un lobbying contre les lois liées à la protection de l’environnement.